# Vincenz de Verda

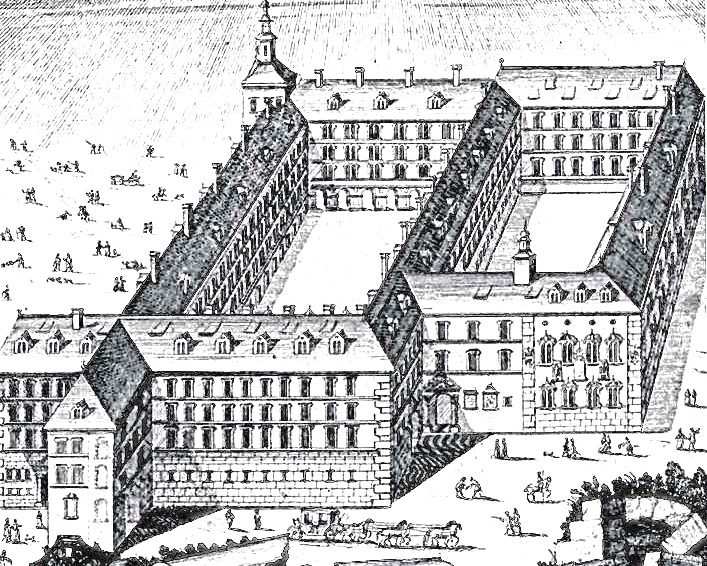
Jesuitencolleg Vincentio Verda 1572–1597, re. Alte Universität, Pietro Valnegro 1607 nach Stich von Andreas Trost 1700

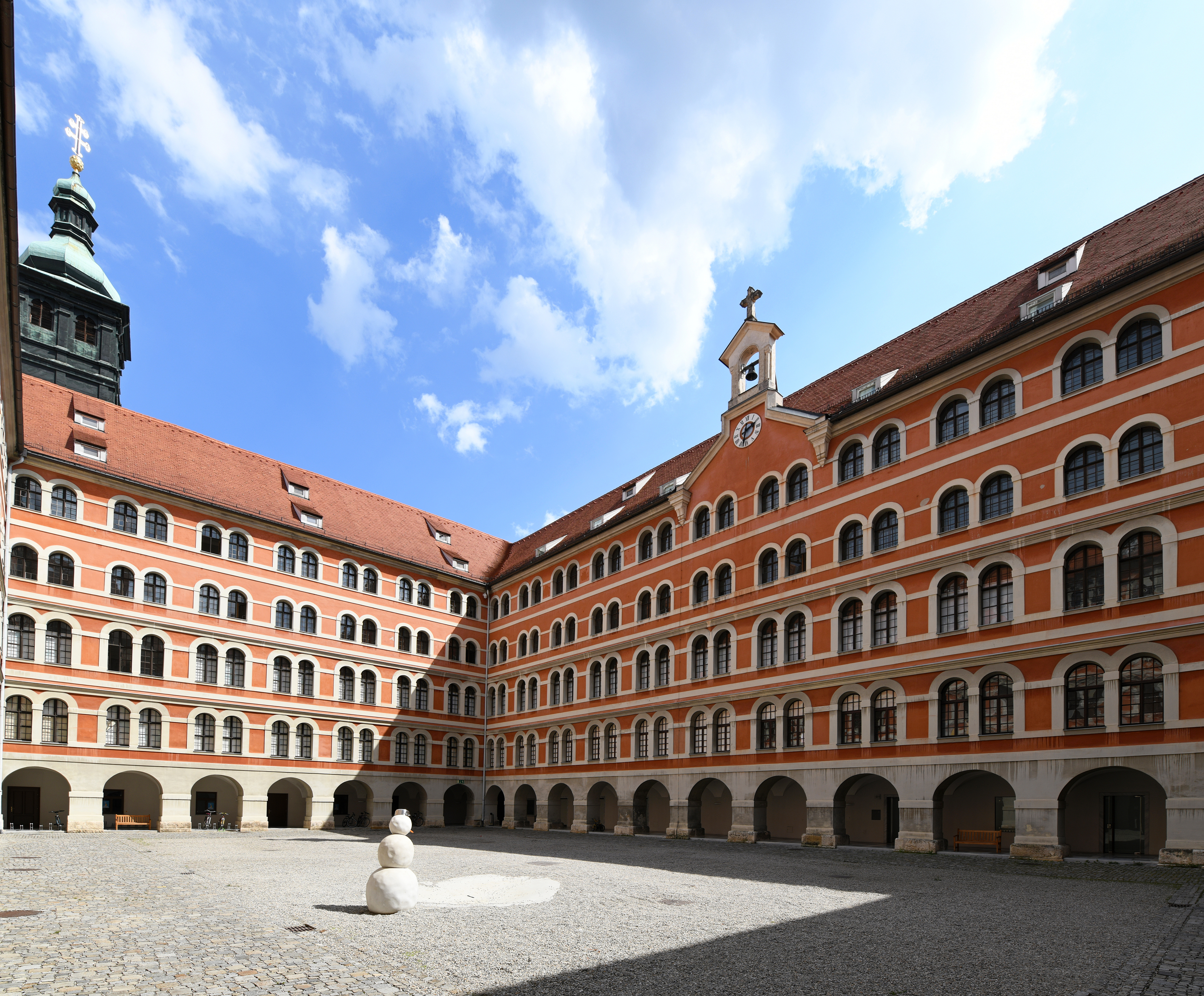
Heute Priesterseminar Graz Bürgergasse 2

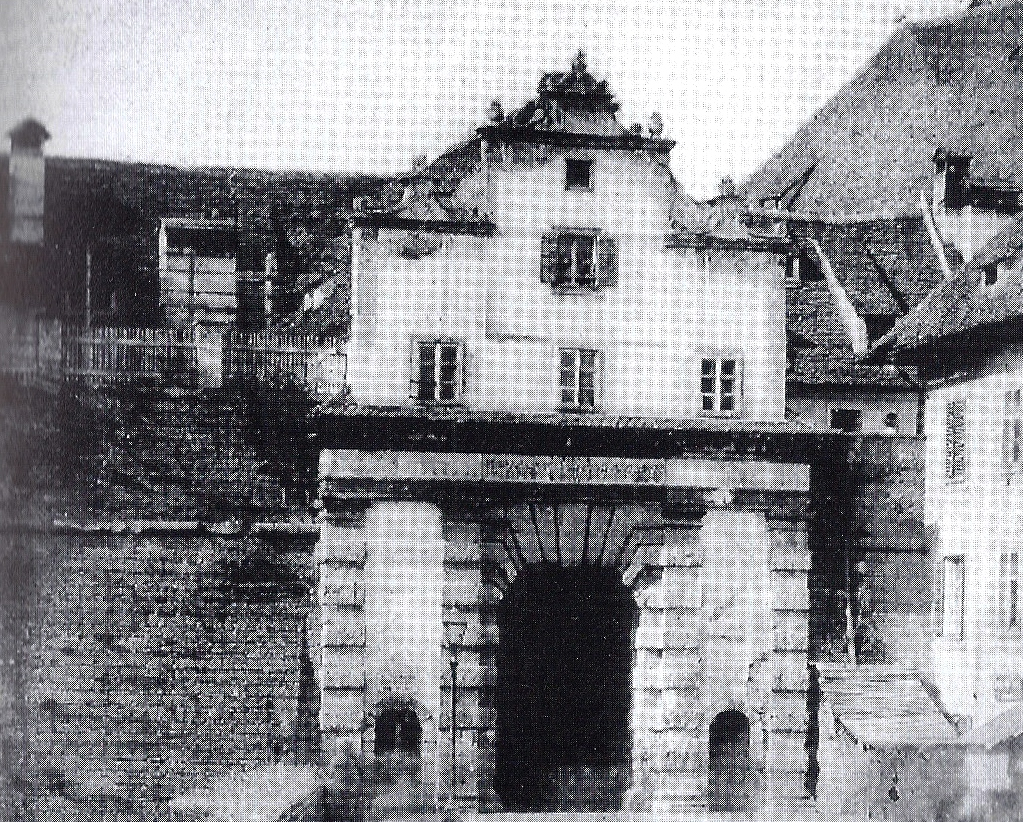
Äußeres Eisernes Tor, (Foto vor 1860)

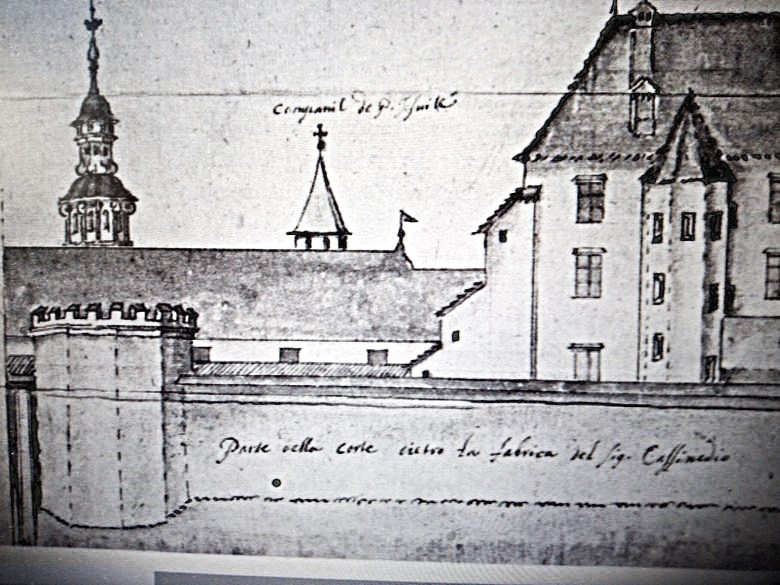
Lorenz Creuztaler, Rückseite der Grazer Burg, Dachreiter des Domes 1636

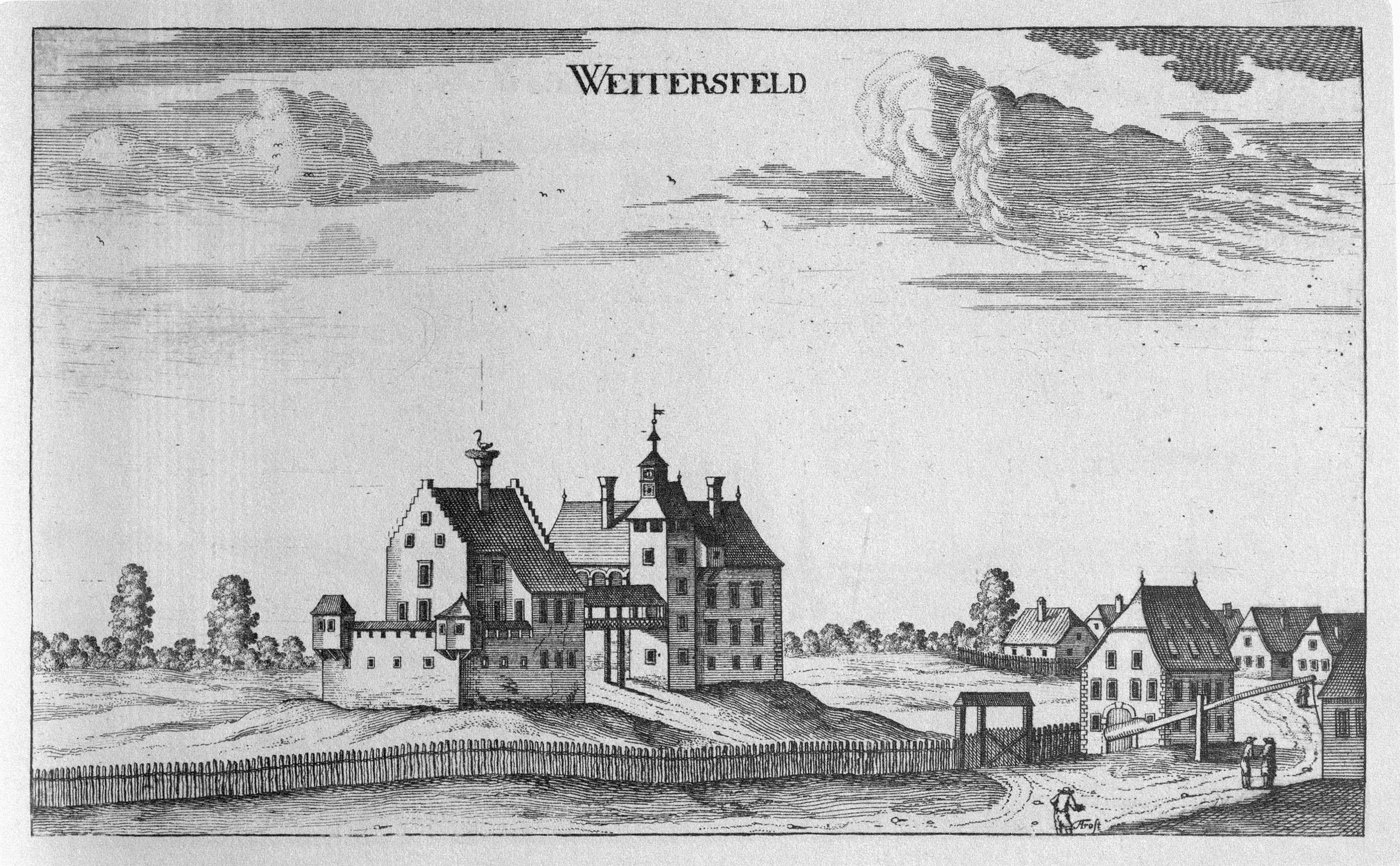
Ehem. Schlösschen Weitersfeld bei Mureck

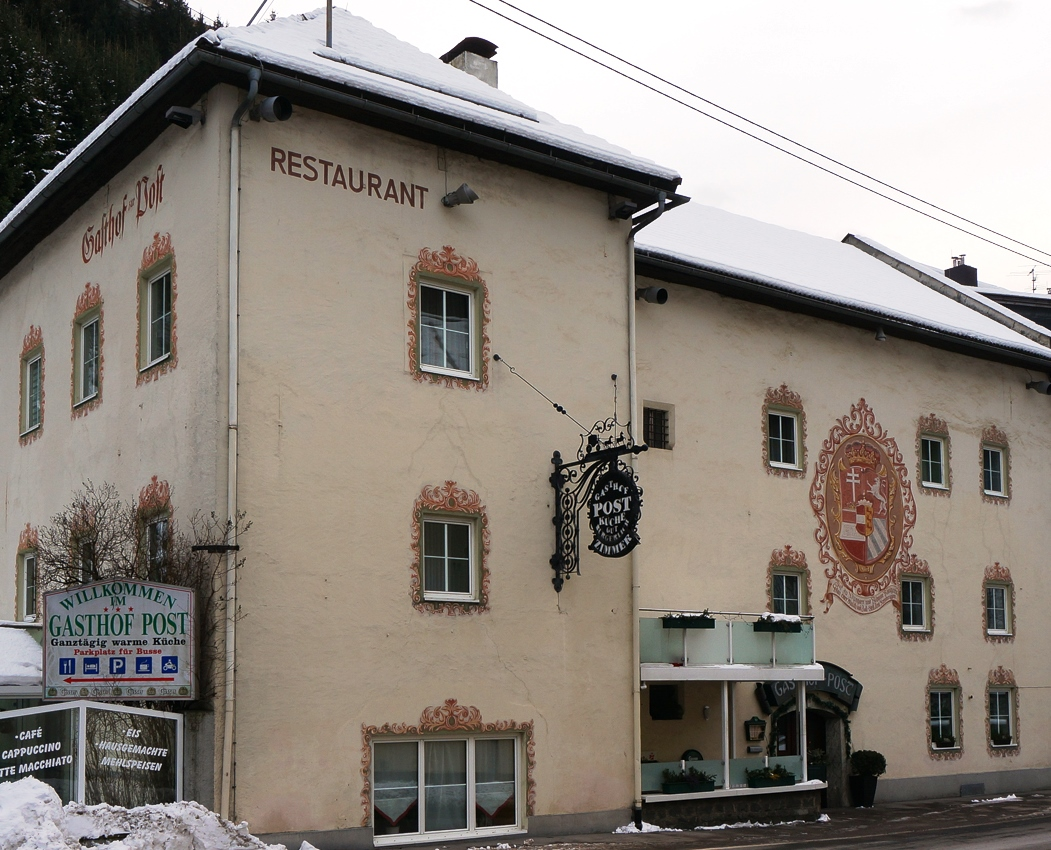
Ehem. Zollhaus Kremsbrücke 1591

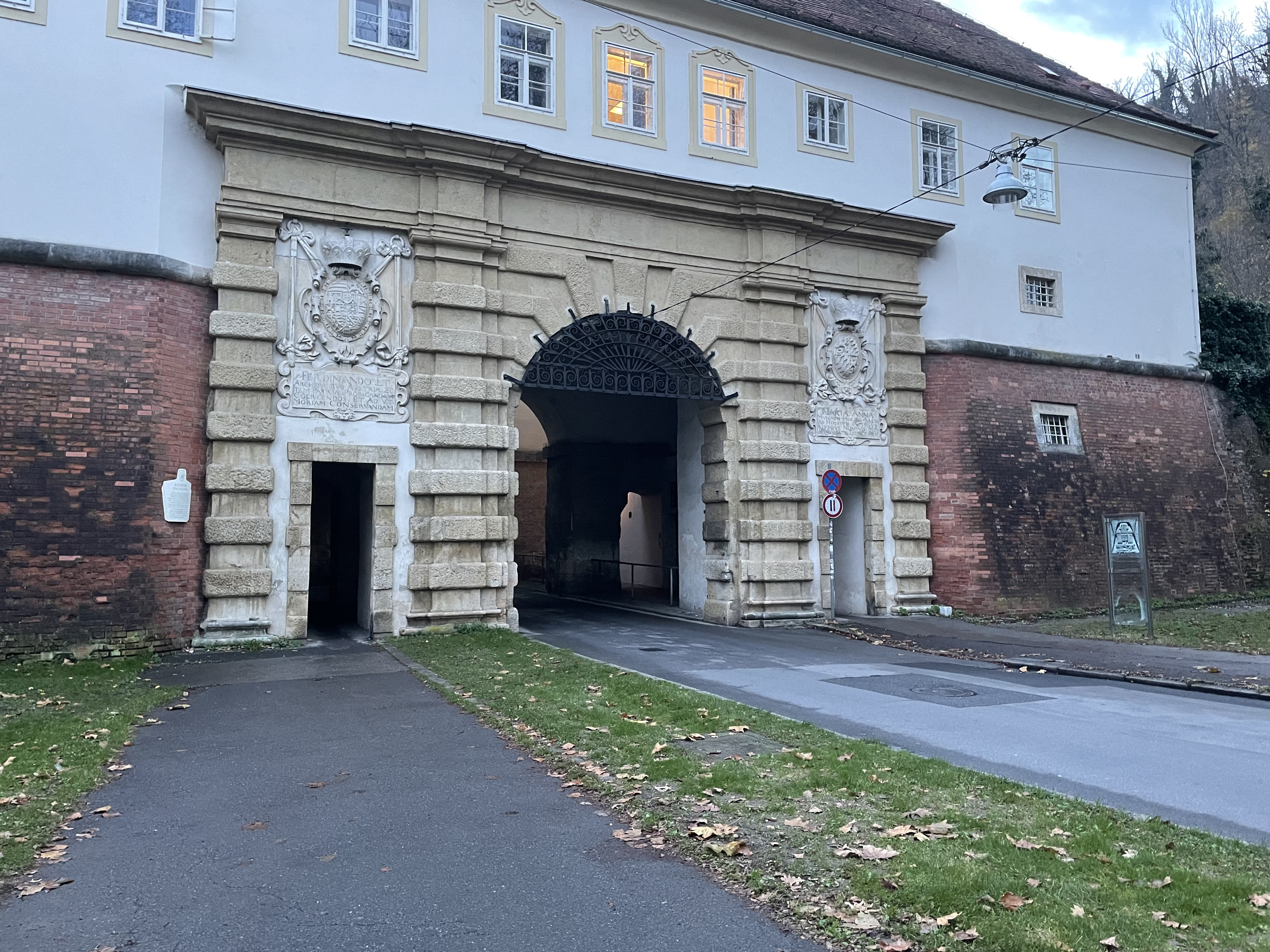
Paulustor, Außenansicht (2023)

Vincenz de Verda, auch Vincenzo de Verda (* in Gandria am Luganersee; † 1603) war ein schweizerisch-österreichischer Architekt, Steinmetz und Baumeister.

## Leben
Vincenzo de Verda, von der ‚Olivetis-Linie‘, stammte aus einer Familie von Architekten, Bildhauern, Steinschneidern und Stuckateuren. Er kam mit seinen Brüdern Alessandro, und Giovanni Antonio von Gandria am Luganersee nach Kärnten, die Steiermark, an den Grazer Hof. Vincenzo Verda war Sohn des Francesco Verda, ein Baupolier in Graz.

## Werke (Auswahl)

### Fürstenfeld
- Befestigungsbauten in Fürstenfeld
 Bei den Befestigungsbauten in Fürstenfeld entstand anlässlich einer Meisterkrise 1569 der Vorschlag, statt der ‚Streithänse‘, die bereits ‚geurlaubt‘ waren, Meister Vinzenz zu engagieren, er arbeite hier schon seit vier Jahren ‚guet und verstendig‘.[3]

### Graz
- Eisernes Tor
 Im Dezember 1571 erhielten für Arbeiten am Eisernen Tor die Meister Anthoni Verda 170 Pfund, Vincentio Verda[4] Maurer 120 fl und Angelo de la Porta Steinmetz 1400 fl.
- Jesuitenkolleg
 Erzherzog Karl II. hatte 1572 die Jesuiten nach Graz berufen. Diese beauftragten Vinzenz de Verda mit dem Bau des Kollegiums, als Honorar wurden 3.957 fl vereinbart, ein Jahr später konnten sie den Trakt an der Bürgergasse beziehen.

In einer Bittschrift vom 12. Juni 1587 an den Erzherzog, er möge die Jesuiten veranlassen, mit ihm endlich über den Bau des „Fürstlichen Collegij“ abzurechnen. Die Arbeiten waren 1597 abgeschlossen.
- Steinerner Domturm
 Von 1580 bis 1582 erbaute er mit seinem Bruder Alessandro de Verda den steinernen Domturm (später Dachreiter).[8][9]
- Äußeres Paulustor
 1602 – Baumeister Giovanni Bertoletti[10][11] baute mit Vincenzo Verda das Äußere Paulustor in Graz, das einzige, das von der Grazer Stadtbefestigung aus der Renaissance-Zeit noch erhalten ist. Nach seinem Tod stellte es 1618 Bartolomeo di Bosio fertig.[12]

### Steiermark und Kärnten
- Basilika Seckau – Habsburger Mausoleum
 Erzherzog Karl II. plante 1587 in der Basilika Seckau den Bau seines Mausoleums, er wählte Vinzenz Bruder Alexander de Verda als Baumeister. Zu Anfang wirkten 8 Steinmetze, später hatte De Verda 24 Mitarbeiter, auch seine Brüder.
- Schloss Weitersfeld
 Im Juni 1589 fertigte Vinzenz 3 Modelle von Schloss Weitersfeld an.[13]
- Kremsbrücke in Kärnten, an der Grenze zu Salzburg und Steiermark
 Im Jahr 1591 werden dem Vincenz Verda, Steinmetz, vom Erzherzog Ernst in Vormundschaft für den jungen Erzherzog Ferdinand II., von der Einnahme der Kremsbrücke[14] 323 fl. für geleistete Arbeit angewiesen.[15]